# Die Bikinifalle
Die Bikinifalle (Originaltitel: Pretty Smart) ist eine amerikanische Filmkomödie aus dem Jahr 1987. In den Hauptrollen sind Tricia Leigh Fisher, Lisa Lörient und Patricia Arquette zu sehen.

## Handlung
Um ihre wilde Tochter Daphne zu zähmen, schicken ihre Eltern sie gemeinsam mit ihrer braven Zwillingsschwester Jennifer auf die Ogilvy Academy, ein Internat auf einer griechischen Insel. Die beiden schließen sich vor Ort unterschiedlichen und rivalisierenden Cliquen an. Als Daphne herausfindet, dass der Leiter des Internats heimlich Nacktaufnahmen der Schülerinnen anfertigt und von diesen profitiert, vereint sie die Mädchen, um Rache zu nehmen.

## Produktion
Die Bikinifalle wurde ab Juni 1987 in Athen im Hotel Grande Bretagne gedreht, unter dem Arbeitstitel The Bentley Academy. Das Titellied Pretty Smart wurde von Hauptdarstellerin Tricia Leigh Fisher gesungen. Veröffentlicht wurde der Film am 13. März 1987 unter dem Titel Pretty Smart. Patricia Arquette erhielt hier sowohl ihre erste Rolle als auch ihre erste Hauptrolle als Schauspielerin. Die Erstaufführung in Deutschland erfolgte am 14. Juli 1988 und die Veröffentlichung auf Video im Januar 1989.
Als deutsche Synchronsprecher kamen u. a. Rebecca Völz (für Patricia Arquette), Maud Ackermann (für Lisa Lörient) und Hermann Ebeling (für Ken Solomon) zum Einsatz.

## Kritik
Das Lexikon des internationalen Films beurteilte das Werk als „typische Teenager-Komödie mit Klamauk und Sex“.